# Liste der Michigan State Historic Sites im Alger County

Lage des Alger Countys in Michigan

Diese Liste der Michigan State Historic Sites im Gladwin County nennt alle als Michigan State Historic Site eingestuften historischen Stätten im Alger County im US-Bundesstaat Michigan. Die mit † markierten Stätten sind gleichzeitig im National Register of Historic Places eingetragen.
| Name                                               | Bild | Lage                                                                            | Ort               | Eintrag seit  |
| -------------------------------------------------- | ---- | ------------------------------------------------------------------------------- | ----------------- | ------------- |
| Alger County Courthouse (abgerissen)               |      | Elm Street                                                                      | Munising          | 14. Dez. 1976 |
| American Fur Company Log Cabin No. 3               |      | Elm und Varnum Streets                                                          | Munising          | 23. Feb. 1981 |
| Au Sable Light Station†                            |      | Au Sable Point, 11 km westlich of Grand Marais                                  | Burt Township     | 21. Sep. 1976 |
| Bay Furnace†                                       |      | nordwestlich von Christmas abseits der M-28 im Hiawatha National Forest         | Christmas         | 22. Jan. 1971 |
| Bird-Olivier House                                 |      | Everett Avenue und Emma Street                                                  | Grand Marais      | 24. Apr. 1981 |
| Burt and Gamble Railway Grade                      |      | 4 km östlich von Grand Marais                                                   | Grand Marais      | 3. Nov. 1976  |
| Curtis and Miller Cook Sawmill                     |      | East Everett Road                                                               | Grand Marais      | 16. Feb. 1989 |
| First National Bank and Post Office                |      | 100 West Munising Avenue                                                        | Munising          | 27. Feb. 1980 |
| Grand Island                                       |      | Munising Bay, Oberer See                                                        | Munising          | 12. Feb. 1959 |
| Grand Marais Informational Designation             |      | Bay Shore Park, Au Sable Point                                                  | Grand Marais      | 14. Aug. 1962 |
| Post Office Building Grand Marais                  |      | Grand Marais Avenue an der Randolph Street                                      | Grand Marais      | 19. Jan. 1978 |
| Hill’s Store (abgerissen)                          |      | Grand Marais Avenue                                                             | Grand Marais      | 6. Jan. 1971  |
| Lake Superior Informational Designation            |      | Park am Highway M-28, etwa 17 km westlich von Munising                          | Au Train Township | 19. Jan. 1957 |
| Lobb House†                                        |      | 203 West Onota Street                                                           | Munising          | 11. Dez. 1973 |
| Mikulich General Store†                            |      | Kreuzung der County Roads H-01 und H-44                                         | Traunik           | 23. Okt. 1987 |
| Pacific Hotel                                      |      | 100 Rock River Road (M-94)                                                      | Chatham           | 20. Juni 1985 |
| Paulson House†                                     |      | südlich der Au Train Township an der USFS Road 2278 im Hiawatha National Forest | Au Train Township | 11. Feb. 1972 |
| Pictured Rocks                                     |      | Oberer See, drei Kilometer östlich von Munising                                 | Munising          | 17. Feb. 1965 |
| Tyoga Historical Pathway Informational Designation |      | direkt nördlich von Deerton                                                     | Deerton           | 10. Juni 1987 |

## Belege
1. ↑  National Register Information System. In: National Register of Historic Places. National Park Service, abgerufen am 13. März 2009 (englisch).